# Alpes Grésivaudan Classic
De Alpes Grésivaudan Classic is een eendaagse Franse wielerwedstrijd voor vrouwen. De wedstrijd wordt gehouden begin juni in het departement Isère, waaronder het dal Grésivaudan. De eerste editie van de Alpes Grésivaudan Classic werd gehouden in 2022 en vandaag de dag is de wedstrijd door de UCI gecatogoriseerd als een 1.1. wedstrijd.

## Erelijst
| Jaar | Goud               | Zilver          | Brons            |
| ---- | ------------------ | --------------- | ---------------- |
| 2022 | Évita Muzic        | Églantine Rayer | Clara Koppenburg |
| 2023 | Évita Muzic        | Urška Pintar    | Morgane Coston   |
| 2024 | Marion Bunel       | Évita Muzic     | Julie Bego       |
| 2025 | Valentina Cavallar | Lotte Claes     | Nadia Gontova    |

### Meervoudige winnaars
| Overwinningen | Renster     | Land      | Jaren      |
| ------------- | ----------- | --------- | ---------- |
| 2             | Évita Muzic | Frankrijk | 2022, 2023 |

### Overwinningen per land
| Overwinningen | Land       |
| ------------- | ---------- |
| 3             | Frankrijk  |
| 1             | Oostenrijk |